# Astronidium pallidiflorum
Astronidium pallidiflorum  es una especie de planta de flores de la familia  Melastomataceae. Es endémica de Fiyi, donde crece en las colinas húmedas de Waivunu Creek, en Viti Levu, a 50-150 m s. n. m. de altitud. Solo se conoce el espécimen tipo y no se han visto nuevas plantas desde 1953. 

## Fuente
- World Conservation Monitoring Centre 1998.  Astronidium pallidiflorum.   2006 IUCN Red List of Threatened Species.   Bajado el 20-08-07.